# Franchi LF-57

Operatore del 13º Gruppo Acquisizione Obiettivi "Aquileia" (Gr.Ac.O.) della 3ª Brigata missili "Aquileia" di Portogruaro.

La Franchi LF-57 è stata una pistola mitragliatrice in dotazione all'Esercito Italiano e a un ridotto numero di altre forze armate nel mondo.

## Sviluppo
Lo sviluppo della LF-57 fu avviato dalla Franchi nel 1956; entrò in produzione nel 1957. Condivide molte soluzioni con la quasi coeva Beretta PM12 S2.
Questa pistola mitragliatrice fu adottata in 13.500 esemplari dall'Esercito Italiano e distribuita anche al 13º Gruppo Acquisizione Obiettivi "Aquileia" (Gr.Ac.O.) della 3ª Brigata missili "Aquileia" di Portogruaro. Questa versione solo automatica a raffica libera, negli anni ottanta è stata modificata dallo Stabilimento Militare Armi Leggere (SMAL) di Terni per sparare in semiautomatico, ottenendo così la versione LF-57 SMAL RAF-CS (RAF sta per raffica, CS per colpo singolo). Altri esemplari furono assegnati all'Arma dei Carabinieri per i Nuclei di Polizia Militare delle Grandi Unità dell'Esercito. Nel 1962 fu data in dotazione al Comsubin della Marina Italiana, ma poco dopo fu sostituita con la Beretta PM 12 (dai Carabinieri, dall'Esercito e dalla Marina) e recentemente anche con la Heckler & Koch MP5, armi di nuova concezione balistica.
L'arma fu acquistata in 10.000 esemplari anche dall'Esercito portoghese che la impiegò nelle guerre in Angola, Guinea-Bissau, Mozambico e della Repubblica Democratica del Congo negli anni immediatamente successivi all'indipendenza dal Belgio.
Il nome deriva dalle iniziali del fondatore della casa armiera, Luigi Franchi, e dall'anno di produzione. Ben presto fu soprannominata "San Luigi" per i "miracoli" ottenuti in combattimento, per la praticità e l'affidabilità dimostrata in ogni condizione.
La produzione di questa arma proseguì fino al 1980, con un totale di 30.000 esemplari costruiti per il mercato estero (in Italia non aveva riscosso successo). La Franchi creò anche una versione per il mercato americano denominata LF-57 police model che si differenziava dal modello originale per la canna (di 406 mm).
All'inizio degli anni 2000 l'arma è stata rivalutata, ed ora è disponibile nelle armerie di alcuni reparti dell'Esercito, apprezzata per la sua semplicità ed affidabilità.

## Descrizione
Il castello dell'arma è in lamiera stampata con due nervature di rinforzo, numerose fessure per il raffreddamento e grande finestra di espulsione sul lato destro. Le mire sono fisse: il mirino è anch'esso stampato, mentre la tacca di mira è saldata. Posteriormente il calcio pieghevole a stampella è incernierato sul coperchio che dà accesso all'interno del castello per lo smontaggio di otturatore e canna. L'innovazione maggiore sta nelle parti mobili: l'otturatore, fresato dal pieno, è a forma di "L" (come nell'Armaguerra OG-43). Il lato lungo della "L" è forato per tutta la sua lunghezza e l'otturatore scorre nel fusto guidato inferiormente dalle pareti del castello e superiormente dall'asta guidamolla inserita in detto foro. Questa distribuzione delle masse riduce l'impennamento dell'arma durante le raffiche e dona una eccezionale stabilità durante il tiro. Sul lato corto della "L" si trova l'estrattore ed il percussore fisso; infatti l'arma spara ad otturatore aperto, con funzionamento a massa battente. La manetta d'armamento è posizionata sul lato sinistro del castello. Il ponticello del grilletto unisce l'impugnatura al bocchettone per i caricatori bifilari da 10, 20, 30 o 40 colpi (l'arma utilizza gli stessi caricatori dei Moschetti Automatici Beretta - M.A.B. e delle pistole mitragliatrici P.M. 12). L'impugnatura comprende la leva di sicura, posizionata in modo da essere disattivata solo impugnando saldamente l'arma. Nei modelli (tipo quello per l'Esercito Portoghese) che prevedevano il selettore di tiro per raffica e colpo singolo, questo era del tipo a piolo passante ed era posizionato sopra all'impugnatura.